# Alexandru Naum Frumkin
Alexandru Naum Frumkin (n. 12/24 octombrie 1895, Chișinău, Imperiul Rus – d. 27 mai 1976, Tula, RSFS Rusă, URSS) a fost un fizician și chimist, unul dintre fondatorii electrochimiei teoretice. Membru al Academiei de Științe din URSS. Membru al Academiilor de Științe din Polonia, Bulgaria, Olanda, India, Leipzig (membru-corespondent), al Academiei Naționale de Științe a SUA (membru din străinătate), al Academiei Americane de Științe și Arte (membru din străinătate).

## Biografie
Frumkin s-a născut la 12 octombrie 1895 la Chișinău. Tatăl său, Naum Efimovici Frumkin (1857 - 1934), candidat în științe comerciale, se ocupa cu probleme de asigurare. Mama sa a fost Grunia (Margarita) Lvovna (1863 - 1949). Familia Frumkin a locuit la Chișinău pe str. Bartolomeu în casa lui I. F. Reidel ( astăzi - str. Teatrului). In 1898 familia Frumkin s-a stabilit la Odesa.
După absolvirea, în anul 1912, a Școlii Reale și susținerea unui examen suplimentar de limba latină la Gimnaziul Nr. 5 din Odesa, pleacă la Strasbourg (pe atunci în Germania), unde se înscrie la Universitate. În anii 1913 - 1914 a studiat la Berna, fiind asistentul profesorului Volkmar Kohlschütter. Rezultatele lucrărilor studențești au fost publicate în reviste științifice germane.
La începutul primului război mondial se întoarce la Odesa, unde în toamna anului 1915 susține extern examenul pentru întreg cursul secției matematice a facultății de fizică și matematică. În toamna lui 1916 susține teza de candidat în științe cu tema " Despre formarea fosforului roșu la oxidarea vaporilor de fosfor", decernându-i-se diploma de gradul I a Universității Novorossiisk. Activează în calitate de chimist la uzina lui I.I. Ghepp și în laboratorul de chimie al lui A.N. Sahanov de la Universitate. La 19 mai 1917 susține teza de licență de magistru cu tema "Fenomene electrocapilare și potențiale electrodice". În 1920 - 1921 este profesor la Institutul Învățământului public și conducător al secției de chimie al unui trust de pielărie. În 1922 este invitat de către viitorul academician A.N. Bah la Moscova să activeze în cadrul noului institut de chimie (ulterior - Institutul fizico-chimic al Academiei de Științe a URSS "L.Ia. Karpov"). În perioada 1924 - 1946 este șeful secției „Fenomene de suprafață” de la acest institut. În anii 1929 - 1944 a fost vicedirectorul pentru probleme de știință la Institutul fizico-chimic "L.Ia. Karpov". În anii 1930 - 1976 a fost profesor la Universitatea din Moscova. Începând din 1958 conduce Institutul de electrochimie al A.Ș. a URSS, fondat din inițiativa sa. 
S-a stins din viață la 27 mai 1976 la Tula, în timpul lucrărilor Conferinței unionale în domeniul electrochimiei compușilor organici. Este înmormântat la Moscova.

## Activitatea științifico-organizatorică, didactică și obștească
În anii 1929-29 ține un curs de prelegeri de chimie coloidală la Universitatea  Wisconsin din Madison City (SUA).
Frumkin este fondatorul bazelor electrochimiei moderne. A aplicat ecuația termodinamică a lui Gibbs în procesul real al absorbției. A dedus ecuația stării stratului adsorbant. A examinat influența câmpului electric asupra adsorbției moleculelor, a măsurat salturile potențialelor și polaritatea moleculelor. A studiat structura stratului dublu electric și influența lui asupra vitezei proceselor electrochimice. A studiat procesele de transfer electronic în corelație cu energia de solvatare a electronului hidratat.
A introdus noțiunea de potențial zero. A propus o nouă metodă de studiere a absorbției moleculelor organice pe baza măsurării capacității stratului electric dublu cu ajutorul curentului alternativ. 
A studiat mecanismul supratensiunii hidrogenului asupra diferitelor metale. A propus metoda electrodului rotativ pentru studierea ionizării hidrogenului pe platină. 
A dezvoltat teoria coroziunii metalelor și teoria flotației. A explicat maximurile polarografice. A studiat mecanismul funcționării electrozilor diferitelor surse chimice de energie. A dezvoltat teoria catalizei eterogene. A obținut rezultate importante în chimia coloidală și bioelectronică.

## Opera
Frumkin este autorul primului manual din lume în domeniul cineticii electrochimice. Numărul total de publicații depășește cifra 750. 
- Biblioteca Congresului SUA
- Biblioteca Congresului SUA